# Montboudif
Montboudif é uma comuna francesa na região administrativa de Auvérnia-Ródano-Alpes, no departamento de Cantal. Estende-se por uma área de 20,92 km². Em 2010 a comuna tinha 188 habitantes (densidade: 9 hab./km²).